# Wilhelm (Sann)

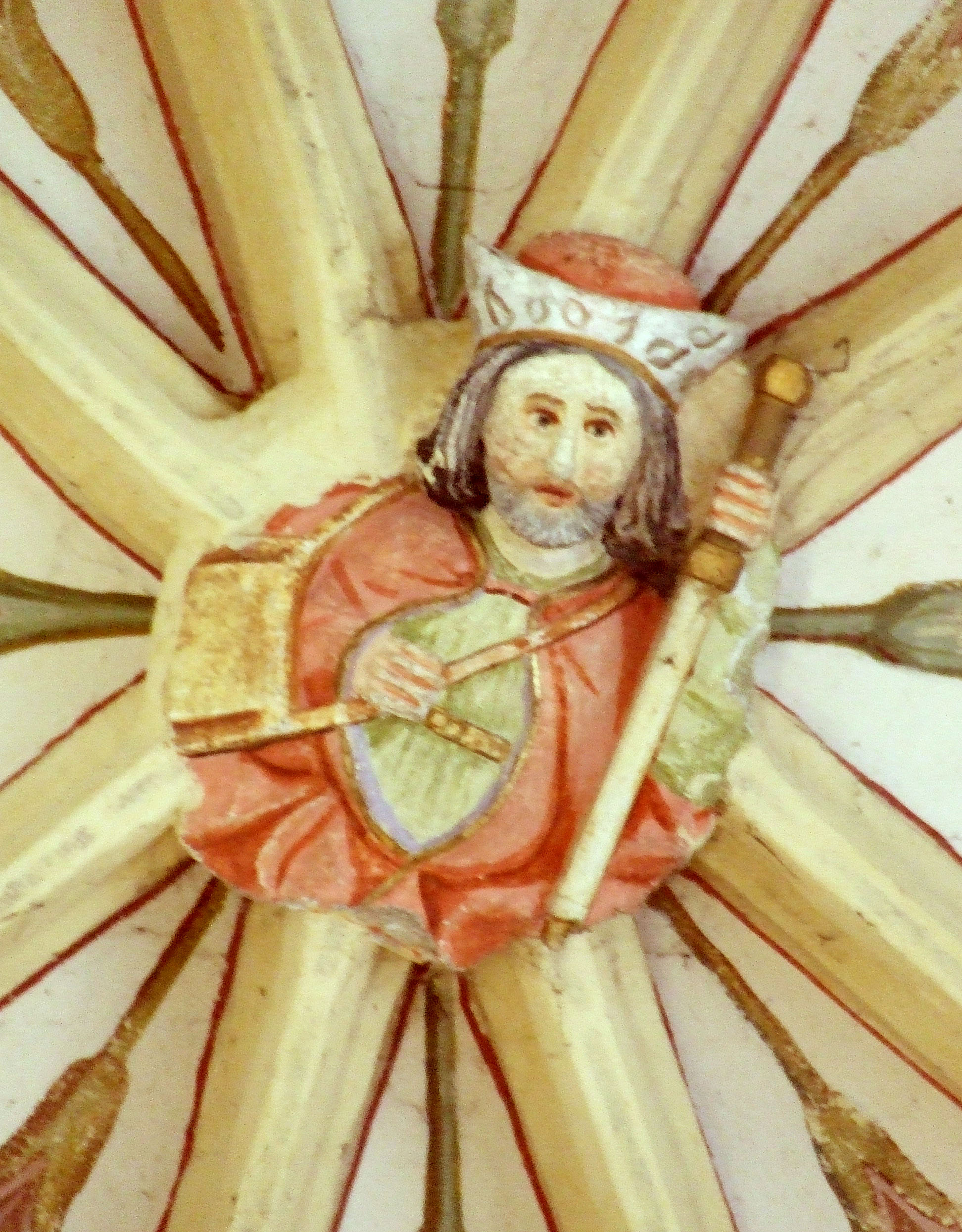
Wilhelm von der Sann in der gotischen Pfarrkirche in Šentrupert, Slowenien

Wilhelm von der Sann (Wilhelm IV., Wilhelm II.) († 20. März 1036) war Graf von Friesach und Trixen sowie Markgraf von Soune (Saunien, Sannmark, Sanntal).
Er war Sohn des gleichnamigen Grafen von Friesach und Markgrafen in Kärnten und der Leopirgis.
1016 wurde er erstmals erwähnt.
1017 hielt Herzog Adalbero von Kärnten in seiner Eigenschaft als Markgraf von Verona mit ihm und anderen Beisitzern in Treviso einen Gerichtstag ab.
1025 erhielt er als Schenkung durch König Konrad II., der gerade erst ein Jahr im Amt war und Wilhelm als Gegengewicht zu Herzog Adalbero fördern wollte, in seiner Grafschaft Soune zwischen den Flüssen Kopreinitz/Koprivnica(?), Kötting/Köttnig/Hudinja und Wogliena/Voglajna, ferner in Krain zwischen den Flüssen Gurk/Krka und Save 30 Königshufen sowie dazugehörige Berge, Täler und Wälder.
1028 wurde er mit einer weiteren, kaiserlichen Schenkung bedacht: Er erhielt zwei mal 30 Königshufen und weitere Besitzungen in villa Traskendorf (Drachenburg/Kozje) und zwischen Save und Sann/Savinja, Sotla und Neiring/Mirna in comitatu Sounae. Es sind dies die späteren bischöflich Gurker Herrschaften Rohitsch/Rogatec, Windisch-Landsberg/Podčetrtek, Montpreis/Planina pri Sevnici, Peilenstein/Pilštanj, Königsberg/Kunšperk, Hörberg/Podsreda, Wisell/Bizeljsko und Nassenfuß/Mokronog. Weiters wurde ihm der Markt Friesach bestätigt.
Nach anderen Quellen erfolgte die Drachenburger Schenkung bereits 1016 durch Kaiser Heinrich II. ebenso wie die Gewährung des Markt- und Zollrechtes für einen beliebigen Ort seiner Grafschaft Friesach.
Zusammen mit dem Erbe seines Vaters, der 980 von Otto II. die spätere Gurker Herrschaft Weitenstein/Vitanje als Schenkung erhalten hatte, verfügte Wilhelm nun über wohl nennenswerten Allodialbesitz in seinem Markengebiet.
Um 1030 wird Wilhelm als Vogt des Salzburger Erzbischofs Dietmar II. erwähnt.
Anfang 1036 wurde er vom 1035 abgesetzten Herzog Adalbero eigenhändig getötet.

## Familie
Wilhelm war mit Hemma von Gurk verheiratet; es sind zwei Söhne überliefert, die früh ums Leben gekommen sind:
- Wilhelm
- Hartwig